# 阿尔蓬杜拉达和马图什
阿尔蓬杜拉达和马图什是葡萄牙波尔图区的一个堂区。总面积8.36平方公里，总人口4883人，人口密度584.1人/平方公里。